# パース・ワイルドキャッツ
パース・ワイルドキャッツ（Perth Wildcats）は、オーストラリアのNBLに所属するプロバスケットボールチームである。本拠地はパースのパース・アリーナ。姉妹チームとしてパース・リンクスがWNBLに所属している。

## 歴史
1982年にウェステイト・ワイルドキャッツとして発足。
1985年の本拠地移転を機に現チーム名に変更。
1990年に初優勝を遂げると1991年には連覇を達成。2020年までNBLでは最多となる10度優勝している。
2006年に開かれたアジア・プロバスケットボール招待トーナメントでも優勝している。

## 永久欠番
- 6 - マイク・エリス
- 7 - ジェームス・クロフォード
- 14 - スコット・フェントン
- 15 - リッキー・グレース
- 21 - Andrew Vlahov
- 30 - スコット・フィッシャー

## 主な歴代所属選手
- ジェームズ・エニス （2013-2014）
- アンドレ・イングラム （2016）
- J・P・トコト （2017-2018）
- マイルズ・プラムリー （2020）
- ジョン・ムーニー （2020-2021）
- ヴィック・ロー （2021-2022）
- ルーク・ロングリー （1986）
- リース・ヴァーグ （2014-2020）
- アンガス・ブラント （2016-2019）
- マジョク・マジョク （2019-）
- ケンドール・ピンダー （1987-1992）
- アレクサンドル・サー （2023- ）